# Związek Młodzieży Polskiej
Związek Młodzieży Polskiej (ZMP) – młodzieżowa organizacja ideowo-polityczna, działająca w Polsce w latach 1948–1957 i wzorowana na radzieckim Komsomole. Powołana została przez rządzących krajem komunistów do realizowania polityki ich partii wobec młodzieży, służyła indoktrynacji młodych, kształceniu nowych kadr dla władzy oraz pomocy w przebudowie społeczeństwa na modłę komunistyczną. Stanowiła jeden z symboli polskiego stalinizmu.

## Powstanie
Związek Młodzieży Polskiej utworzony został 21 lipca 1948, podczas Kongresu Jedności Młodzieży we Wrocławiu. Powstał w wyniku rozpoczętej kilka miesięcy wcześniej systematycznej likwidacji wcześniej działających, cieszących się dotąd częściową autonomią i samodzielnością organizacji: Organizacja Młodzieży Towarzystwa Uniwersytetu Robotniczego, Związek Młodzieży Demokratycznej, Związek Młodzieży Wiejskiej RP „Wici”, Związek Walki Młodych, które następnie były wcielane do Centralnego Komitetu Jedności Organizacji Młodzieżowych – tymczasowej struktury, na bazie której utworzono później ZMP. Połączenie owo było skutkiem administracyjnej presji władz komunistycznych (wspieranych szykanami funkcjonariuszy MO i MBP), które dążyły do utworzenia jednej, centralnie sterowanej i bezpośrednio im podporządkowanej organizacji młodzieżowej. W 1950 roku wcielono do ZMP Związek Akademickiej Młodzieży Polskiej (już wcześniej de facto wykonujący działania ZMP). W 1951 r. przy ZMP utworzono Organizację Harcerską, zbudowaną na gruzach zlikwidowanego przez komunistów Związku Harcerstwa Polskiego. Powstanie ZMP i afiliowanie przy niej „koncesjonowanego” harcerstwa oznaczało definitywną likwidację pluralizmu ideologicznego i organizacyjnego polskiego ruchu młodzieżowego.

## Podstawy programowe
ZMP był polskim odpowiednikiem sowieckiego Komsomołu. Organizacja ideowo, politycznie i organizacyjnie podporządkowana była PPR, następnie PZPR. Działając w pełni pod kierownictwem partii rządzącej, stała się tubą propagandy komunistycznej wśród młodzieży oraz narzędziem jej ideologicznej indoktrynacji. ZMP propagował wszystkie hasła stalinowskiej przebudowy świata: rozbudowę przemysłu, kolektywizację rolnictwa, współzawodnictwo pracy. Realizował działania na rzecz upolitycznienia oświaty i wychowania. ZMP miało kształtować „nowego człowieka”, który przyjąłby zasady ideologii leninizmu i popierał bezkrytycznie politykę partii komunistycznej. Człowiek ten miał odrzucić dotychczasową kulturę, tradycję i religię oraz propagować światopogląd materialistyczny.

## Przewodniczący Zarządu Głównego[1]
- Janusz Zarzycki (1948–1949)[2][3]
- Władysław Matwin (1949–1952)[3]
- Stanisław Nowocień (1952–1953)[3]
- Stanisław Pilawka (7 czerwca 1953[4]–1954[3])
- Helena Jaworska (1954–1957)[3]

## Działalność
Działalność ZMP cechowało wspieranie bieżących działań rządzących i propagowanie ich idei, oparta zaś była na bezwzględnym podporządkowaniu aparatowi partyjno-państwowego. Zetempowcy wyróżniali się szczególnie podczas masowych imprez, maszerując – lub pracując – w organizacyjnych strojach: zielonej koszuli i czerwonym krawacie. Organizowali też pogadanki polityczne dla młodzieży, uczestniczyli w akcjach propagandowych władz. Uczestniczyli w wielkich budowach socjalizmu, wielkich kampaniach społeczno-gospodarczych, czy promowaniu współzawodnictwa pracy.
Oprócz wspierania akcji propagandowych komunistów, aktywiści ZMP wspierali także realne działania władz. Specjalnie „brygady” złożone z aktywistów organizacji dokonywały np. wizyt (faktycznych napadów) na uznawane za „kułackie” gospodarstwa rolne, aby egzekwować dostarczanie przez nich kontyngentów – obowiązkowych dostaw produktów rolnych na rzecz państwa. W poszukiwaniu domniemanego ukrytego zboża, dokonywali samozwańczych rewizji, często niszcząc przy tym wyposażenie rewidowanych budynków i – jak wykazywały nawet postępowania z drugiej połowy lat pięćdziesiątych – dokonując kradzieży. Brali także aktywny udział w kolektywizacji rolnictwa, nie tylko wspierając akcję propagandowo, ale i nierzadko wywierając przymus fizyczny na rolnikach odmawiających przystąpienia do spółdzielni. Działania te popierały jawnie lub po cichu władze, mając w młodych aktywistach „darmową siłę roboczą”, realizującą założenia ich polityki.
Innym przejawem działalności ZMP było wskazywanie władzom osób uznawanych za, z różnych względów, wrogie dla ustroju. Przejawiało się to zarówno w składaniu przedstawicielom władz donosów, jak i w oficjalnym piętnowaniu takich osób. Przykładem drugiego z działań były tzw. tablice bumelantów (wywieszane zwłaszcza na uczelniach wyższych), na których wypisywano nazwiska osób „nieprawidłowo” spędzających czas wolny. Aktywiści ZMP kontrolowali mieszkania prywatne, akademiki, czy miejsca zabaw młodych ludzi. Piętnowali np. tańczenie zachodnich tańców, grę w karty i inne przejawy masowej kultury zachodniej, czy wypowiadanie opinii nieprzychylnych ustrojowi. Zetempeowcom przypisano też zadanie „oświecania” własnych rodziców, jeśli ci mieliby wykazywać niezrozumienie dla ustroju, bądź bieżącej sytuacji społeczno-politycznej.
ZMP przypisano także zadanie pomocy w przebudowaniu szkolnictwa w duchu komunistycznym. W tym celu jego aktywiści zasiadali w radach pedagogicznych i uczelnianych (zwanych w stalinizmie „naradami produkcyjnymi”), uzyskali także inne formalne i nieformalne wpływy. Ich zadaniem było denuncjowanie nauczycieli i wykładowców, którzy wygłaszaliby „reakcyjne” poglądy, czy też w niedostateczny sposób wypełnialiby wykładany przedmiot oficjalnie przypisanymi założeniami ideologicznymi. Ich decyzje często mogły zaważyć o zwolnieniu nauczyciela ze szkoły, nieprzyjęciu kandydata na studia, czy też niewszczęciu przewodu doktorskiego młodego naukowca. Szczególnie silnie zjawisko to występowało w szkołach, gdzie w zwalczaniu nauczycieli niepopierających polityki i ideologii komunistów brali udział aktywiści ZMP z tzw. Brygad Lekkiej Kawalerii.
Radykalizm działań ZMP obejmował przede wszystkim przełom lat 40. i 50., gdy komuniści ugruntowywali swoje wpływy w społeczeństwie i dążyli do wyeliminowania z przestrzeni publicznej osób wyrażających odmienne poglądy. Wraz ze stabilizacją władz, komuniści wygasili „rewolucyjny” zapał aktywistów. Przywrócono autorytet tradycyjnych struktur, zaś działaczom ZMP nakazano wykonywanie zlecanych przez osoby starsze działań zmierzających do budowy socjalizmu. Przejawem tego było nowe hasło ZMP dla szkolnictwa, który odtąd miał wspierać nauczycieli. Na lokalne jednostki ZMP nakładano coraz więcej zadań i postulatów, które – mimo obszernej sprawozdawczości – często nie były faktycznie wykonywane i z czasem doprowadziły do obumarcia organizacji.

## Kwestia masowego członkostwa w ZMP
Związek Młodzieży Polskiej był organizacją masową. W szczytowym momencie należało do niego ok. 2 mln członków, czyli prawie 40% mieszkających w Polsce młodych ludzi – mimo że do organizacji nie przyjmowano osób z rodzin i grup społecznych uznanych za wrogie politycznie. W rzeczywistości jednak znaczna część, o ile nie większość, członków nie znalazła się w organizacji dobrowolnie. Młodzież często zmuszano do wstępowania do ZMP różnymi oficjalnymi i nieoficjalnymi środkami nacisku – również poprzez faktyczną dyskryminację osób, które odmówiły przynależności do ZMP. Proces zmuszania realizowano zwłaszcza w szkołach, co w najskrajniejszych przypadkach wiązało się z wydaniem przez nauczyciela prowadzącego zajęcia polecenia wypełnienia deklaracji członkowskiej wszystkim obecnym w klasie. Niejednokrotnie też młodym sugerowano utrudnienia w dalszym życiu, jakie może przynieść niewstąpienie do organizacji. Brak przynależności do ZMP mógł np. uniemożliwić zainteresowanym osobom podjęcie wyższych studiów, czy osiągnięcie określonej pozycji zawodowej. Wiele osób wstępowało też do ZMP w celach koniunkturalnych, tzn. dla budowania poprzez organizację własnej kariery.
Wiązało się to z tym, że w najbardziej spektakularnych działaniach ZMP uczestniczyła tylko stosunkowo wąska grupa aktywistów. Zaangażowanie pozostałych ograniczało się co najwyżej do udziału w oficjalnych uroczystościach i zebraniach, na których przyjmowali przeważnie bierną postawę i które z czasem stawały się wyłącznie aktami formalnymi. Powszechnym zjawiskiem było oddzielenie sfery oficjalnej od prywatnej, w której większość członków ZMP nie przestrzegała norm promowanych przez organizację. Przejawem tego było, wykazywane w wewnętrznej korespondencji przez zarząd organizacji, masowe uczestnictwo szeregowych członków w praktykach religijnych, czy też inicjatywach podejmowanych przez duchowieństwo. Członkowie ZMP stanowili też znaczny odsetek osób zatrzymywanych w czasie rozbijania przez władze konspiracyjnych grup młodzieżowych – w latach 1949–1955 wskaźnik ten wynosił od 29% do aż 60%.
Z przeprowadzonych przez Stefana Nowaka badań socjologicznych (1958, 1961) wynikało, że tylko 10% ankietowanych studentów-członków dawnego ZMP wybrało organizację ze względu na własne poglądy polityczne. Dalsze 18% podało chęć prowadzenia pożytecznej działalności społecznej, jaką umożliwiały struktury ZMP. 34% wybrało organizację ze względu na chęć dostania się na studia, 2% – pod presją rodziny lub przyjaciół, zaś 36% – pod wpływem przymusu lub presji masowego przykładu kolegów w szkole. Oznacza to, że z przyczyn ideowych organizację wybrała zdecydowana mniejszość członków ZMP. To ich dotyczyło ukute później sformułowanie „pokolenie ZMP”, którego wielu przedstawicieli w latach siedemdziesiątych objęło ważne stanowiska w administracji partyjno-państwowej, stąd też niektóre zjawiska tamtego okresu nazywa się „recydywą stalinizmu”.

## Rozwiązanie
Realna działalność ZMP zaczęła właściwie zanikać od 1955, organizacja stanowić zaczęła fikcyjną strukturę. Przesilenie polityczne października 1956 sprawiło, że ZMP de facto przestało istnieć. Wielu jego aktywistów zaangażowało się wówczas w Związek Młodzieży Robotniczej. Wobec realnego rozpadu ZMP, podczas V Plenum Zarządu Głównego w dniach 10–11 stycznia 1957 organizację definitywnie rozwiązano. Była to formalność, gdyż kilka dni wcześniej komuniści uruchomili nową „centralną” organizację młodzieżową: Związek Młodzieży Socjalistycznej.

## Organy prasowe
Organy prasowe organizacji to: „Pokolenie”, „Sztandar Młodych” (od 1950), „Nowa Wieś”, „Po prostu”, „Świat Młodych”, „Dookoła Świata”.